# Möbiusfunktionen
Möbiusfunktionen är inom talteorin en aritmetisk funktion definierad enligt:
{\displaystyle \mu (n)=\left\{{\begin{matrix}0&{\mbox{om }}p^{2}|n{\mbox{ där }}p{\mbox{ är ett primtal}}\\1&{\mbox{om }}n=1\\(-1)^{k}&{\mbox{om }}n{\mbox{ är en produkt av }}k{\mbox{ distinkta primtal}}\end{matrix}}\right.}
Om man summerar möbiusfunktionen får man Mertensfunktionen.
Funktionen är uppkallad efter den tyske matematikern August Ferdinand Möbius.

## Egenskaper
- För alla {\displaystyle n\geq 2} gäller

{\displaystyle \sum \limits _{d|n}\mu (d)=0.}
- Möbiusfunktionen kan beräknas med hjälp av formeln

{\displaystyle \mu (n)=\sum _{\stackrel {1\leq k\leq n}{\gcd(k,\,n)=1}}e^{2\pi i{\tfrac {k}{n}}}.}
- {\displaystyle \sum \limits _{k=1}^{n}\mu (k)\left[{\frac {n}{k}}\right]=1}

- {\displaystyle \sum \limits _{k=1}^{\infty }{\frac {\mu (k)}{k}}=0}

- {\displaystyle \sum \limits _{k=1}^{\infty }{\frac {\mu (k)\ln k}{k}}=-1}

## Genererande funktioner
{\displaystyle {\frac {1}{\zeta (s)}}=\sum _{n=1}^{\infty }{\frac {\mu (n)}{n^{s}}}}
{\displaystyle {\frac {\zeta (s)}{\zeta (2s)}}=\sum _{n=1}^{\infty }{\frac {|\mu (n)|}{n^{s}}}\equiv \sum _{n=1}^{\infty }{\frac {\mu ^{2}(n)}{n^{s}}}}